# IPhone OS 2
iPhone OS 2（アイフォーン オーエス ツー）は、Appleが開発していたモバイルオペレーティングシステムiOSの2番目のメジャーリリースである。2008年11月10日にリリースされた。

## 概要
iPhone OS 2は2008年6月9日に行われたApple Worldwide Developers Conferenceで発表され、2008年7月11日にiPhone 3Gとともにリリースされた。リリース前はiPhone OS 1.2と呼ばれていた。
iPhone OS 1を搭載した端末は全てiPhone OS 2にアップデートが可能だった。
対応端末は、iPhone (初代)以降、iPod touch (第1世代)以降。
iPhone OS 2.0のリリースに先立ち、Appleは基調講演を行い、iPhone OSソフトウェア開発キット（SDK）をデベロッパー向けに発表しており、これによってiPhone OS 2はApp Storeでサードパーティ製アプリケーションに対応した最初のiOSとなった。

## 新機能・変更点

### App Store
App Storeが搭載され、サードパーティ製のアプリケーションに対応した。これまでは、iPhoneにApple製以外のアプリケーションをインストールするには、Appleが推奨・サポートをされていなかった脱獄を行うしかなかった。App Storeでダウンロードできるアプリケーションの数は、当初は500個だったが、その後増加した。現在、App Storeには2016年時点で200万個以上のアプリケーションが揃っている。

### メール
メールAppは一新され、プッシュメール機能により常時接続が可能になった。また、iWorkの添付ファイルや、Microsoft Officeの添付ファイルにも対応した。その他、BCCや複数メールの削除、送信メールの選択機能などが追加された。

### 連絡先
連絡先Appでは連絡先を一件ずつ検索されずに検索できるようになったほか、SIM連絡先のインポート機能も追加された。

### マップ
マップAppは、Google ストリートビューの搭載、公共交通機関や歩きながらの道案内、ドロップしたピンの住所を表示する機能などが追加された。

### 計算機
端末を横向きにすると関数電卓が表示されるようになり、Appアイコンも刷新された。

### その他
- 日本限定で絵文字機能をサポート[8]。
- パスコード入力に10回失敗した際のデータ消去オプションが追加[9]。

## バージョン
iPhone OS 2のアップデートについて。
| 新機能・変更点（2.x） | 新機能・変更点（2.x） | 新機能・変更点（2.x） | 新機能・変更点（2.x） | 新機能・変更点（2.x） |
| バージョン            | ビルド番号            | 配布開始日            | 内容 | 出典                  |
| --------------------- | --------------------- | --------------------- | --- | --------------------- |
| 2.0                   | 5A347                 | 2008年10月14日        | アップデートはiPhoneが無料、iPod touch（バージョン1）からは1200円の有償。 - App Store搭載 |                       |
| 2.0.1                 | 5B108                 | 2008年11月10日        | - バグの修正。 |                       |
| 2.0.2                 | 5C1                   | 2008年12月15日        | - バグの修正。 |                       |
| 2.1                   | 5F136                 | 2009年1月13日         | アップデートにかかる費用は2.0と同様。 - 通話発信時のエラーと通話中のエラーによる回線切断の発生頻度の減少 - ほとんどのユーザーを対象としたバッテリー寿命の劇的な向上 - iTunesへのバックアップの所要時間の劇的な減少 - メールの信頼性の向上（特にPOPおよびExchangeアカウントのメールフェッチ時） - 他社製アプリケーションのインストールの速度の向上 - 他社製アプリケーションが多数インストールされている場合にハングおよびクラッシュを生じる問題の修正 - SMSのパフォーマンスの向上 - アドレスデータの読み込みおよび検索速度の向上 - 3G信号強度表示の正確性の向上 - SMSの着信音繰り返し機能（2回まで追加可能） - パスコード入力に10回失敗後のデータ消去オプション - Geniusプレイリストの作成機能 など。他のアップデートとして新たな日本語連文節変換に相当する機能が確認されている。 | [ 9 ]                 |
| 2.1.1                 | 5F138                 | 2009年2月3日          | - iPod Touch (第2世代)に対応。 |                       |
| 2.2                   | 5G77 5G77a            | 2009年3月28日         | アップデートにかかる費用は2.1と同様。 - 絵文字機能をサポート（日本のみ） - マップ機能を強化 - Google ストリートビュー - 公共交通機関および徒歩による経路情報 - ドロップされたピンの住所を表示 - メールによる位置情報の共有 - メール機能を強化 - スケジュールによるメールのフェッチに関する原因が特定された問題を修正 - 横幅の長いHTMLメールのフォーマットが向上 - Safariの安定性およびパフォーマンスが向上 - PodcastのiTunesアプリケーション（Wi-Fi および携帯電話ネットワーク経由）でのダウンロード - 通話着信時のエラーおよび回線切断の発生頻度が減少 - Visual Voicemailメッセージの音質が向上 - いずれかのホーム画面表示時にホームボタンを押すと、最初のホーム画面に移動 - キーボード設定の自動修正機能のオン/オフ設定 - セキュリティアップデート など                        | [ 11 ] [ 12 ]         |
| 2.2.1                 | 5H11 5H11a            | 2009年5月13日         | アップデートにかかる費用は2.1、2.2と同様。 - Safari の全般的な安定性が向上 - メールから保存された画像の一部がカメラロールで正しく表示されない問題を修正 | [ 13 ]                |

## 対応端末

### iPhone
- iPhone (初代)
- iPhone 3G

### iPod touch
- iPod touch (第1世代)
- iPod touch (第2世代)

## 評価
iMoreのレネ・リッチーは、「全体的に見て、iPhoneファームウェア2.0は、iPhoneをApple IIやMacと並ぶ、現代技術における偉大な革命の一つとして位置づけられる、驚くべき成果である。単なる電話＋iPod、あるいはスマートフォンの域を超えて、コンピュータの次の大変革の主役になるだろう」と述べた。しかし、安定性の問題や全体的な動作の遅さについて批判した。Macworldは、「iPhone 2.0のソフトウェアには、第2世代のアップル製品に期待されるような洗練された機能が満載されている。iPhone OSはまだ完璧ではなく、Appleがいくつかの残された欠点に対処していることを望むが、すでに間違いなく市場で最高のモバイルプラットフォームであったものが、歓迎すべきステップアップである」と述べた。